# Обсерваторія Пола Вайлда
Обсерваторія Пола Вайлда (англ. Paul Wild Observatory), також відома як обсерваторія Наррабрі та обсерваторія Калгура — астрономічний слідницький центр, розташований приблизно у 24 км на захід від містечка Наррабрі в Новому Південному Уельсі в Австралії. Тут розташовані Компактна решітка Австралійського телескопа і Сонячна обсерваторія Калгура.
Сама обсерваторія й Компактна решітка Австралійського телескопа управляються австралійським науковим агентством CSIRO. Сонячною обсерваторією керує відділ служби космічної погоди Бюро метеорології Австралії.
Місце названо на честь австралійського радіоастронома Пола Вайлда, який очолював групу, яка побудувала інструмент, для якого було створено це місце — Калгурський радіогеліограф, перший у світі радіогеліограф, який працював з 1967 по 1984 рік.
Компактна решітка Австралійського телескопау почала працювати в обсерваторії в 1988 році.

## Поточні прилади
- Компактна решітка Австралійського телескопа — радіотелескоп-інтерферометр з шістьма параболічними антенами[8]
- Калгурська сонячна обсерваторія Служби іоносферних прогнозів[9][4]
- Вузол Бірмінгемської мережі сонячних коливань (BiSON)[10]
- Елемент глобальної системи магнітометрів Magnetic Data Acquisition System (MAGDAS)[11][12]

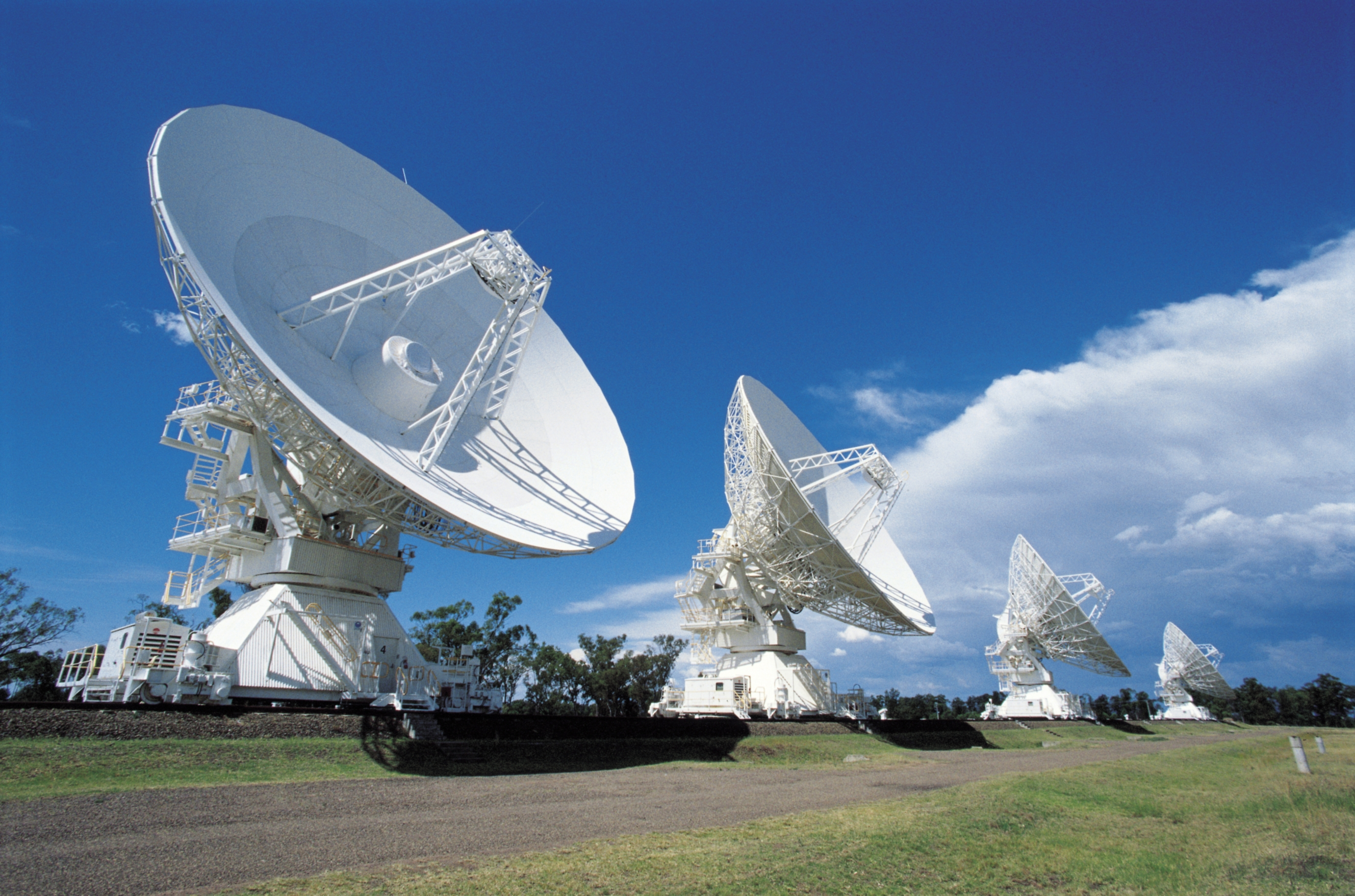
Чотири антени Компактної решітки
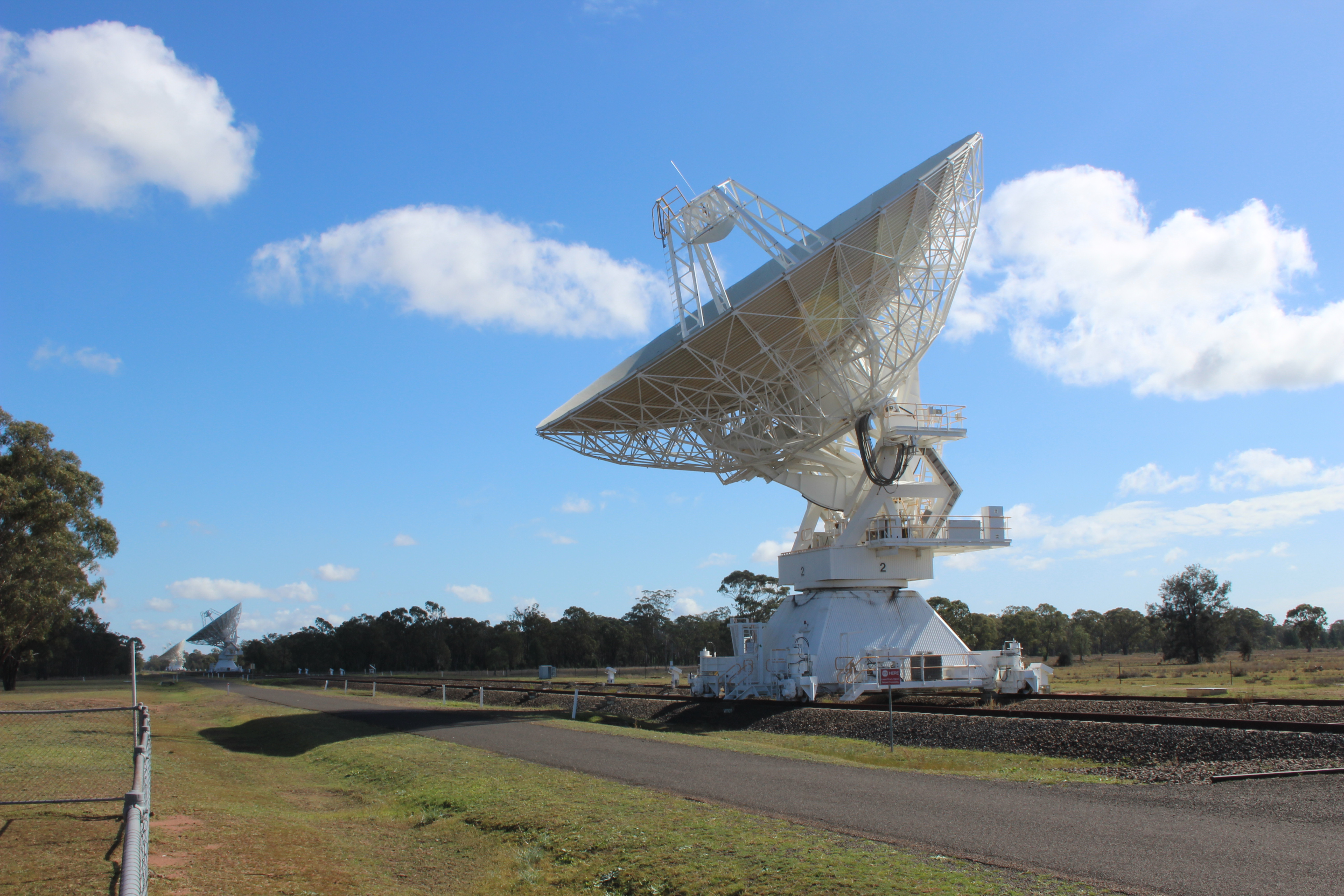
Залізнична колія Компактної решітки
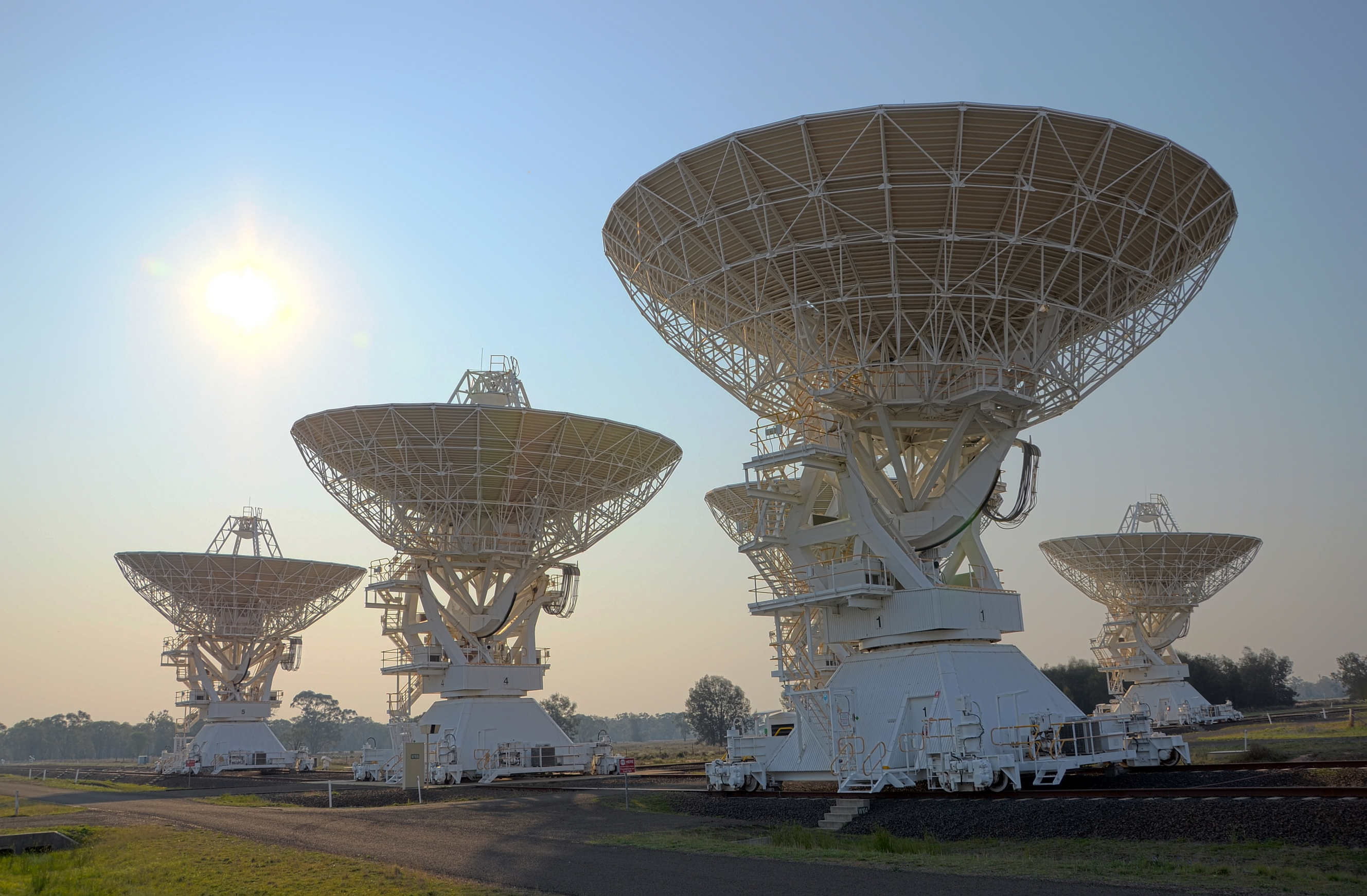
Компактне розташування антен на північному відгалуженні
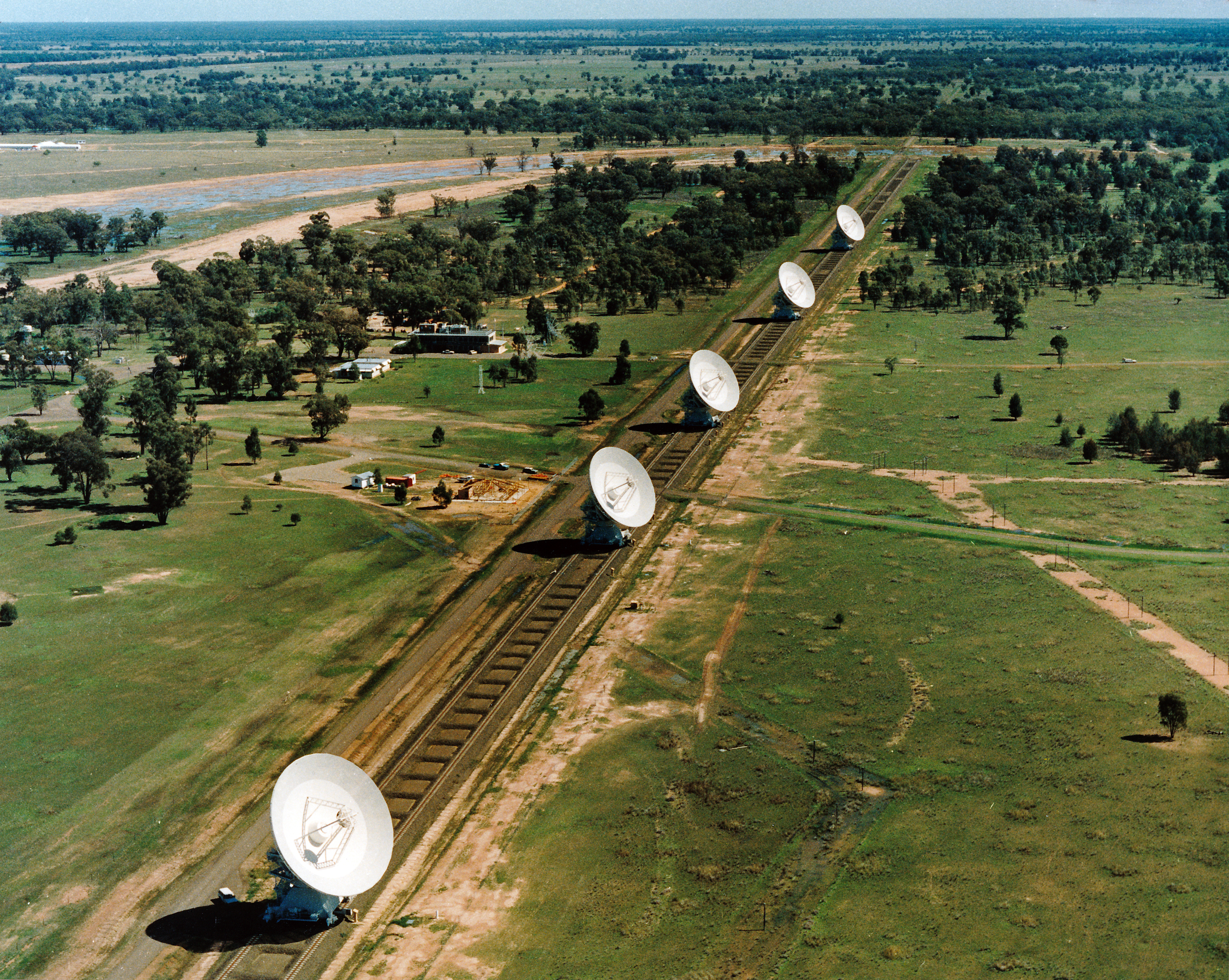
Антени на колії, до будівництва північного відгалуження. Шоста антена в далині

## Колишні прилади
- Кулгурський радіогеліограф[1][13][14]
- CSIRO Culgoora Solar Observatory
- Зоряний інтерферометр Сіднейського університету (SUSI)[en][15][16]

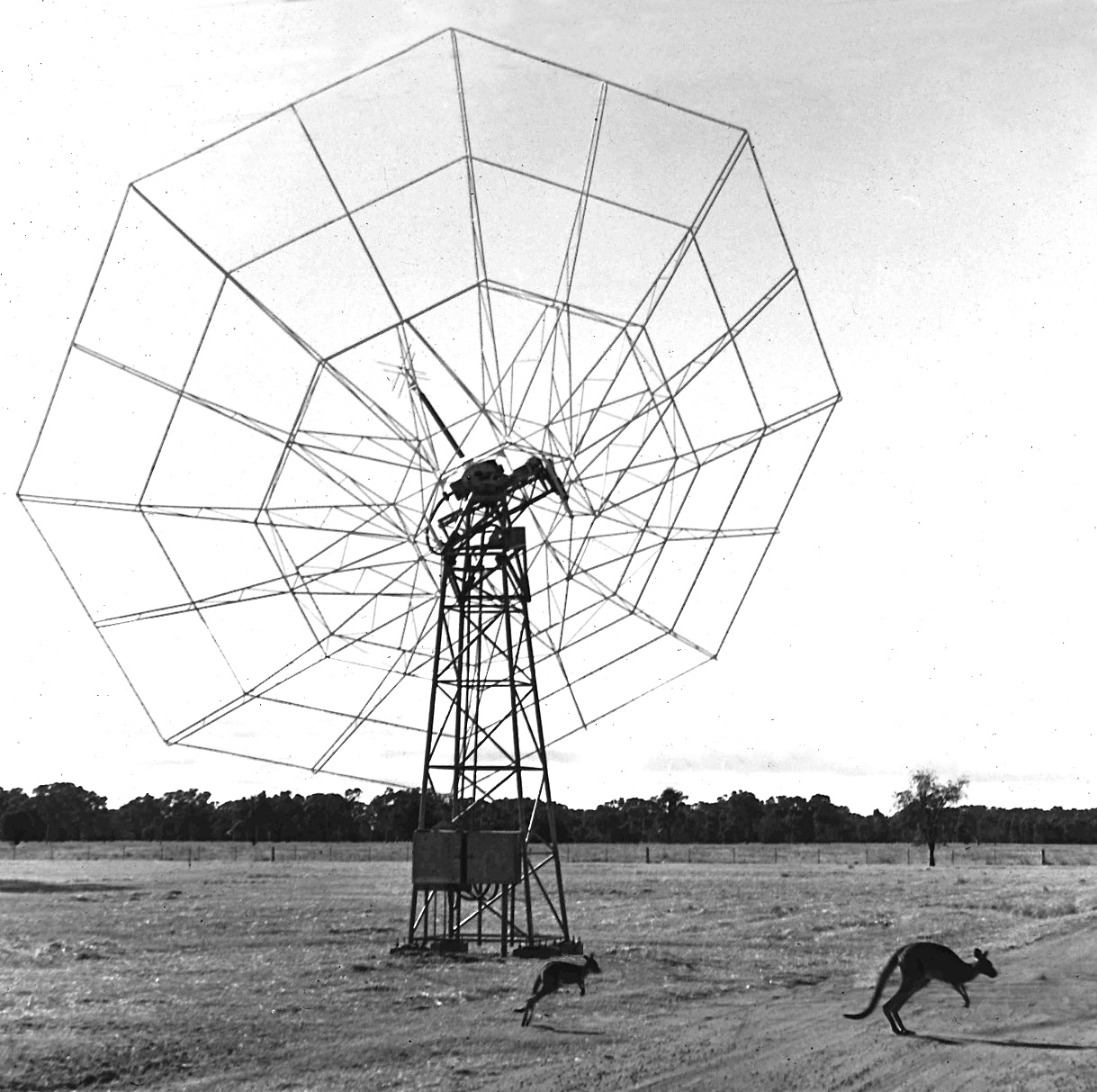
Антена Кулгурського радіогеліографа, 1970-ті роки
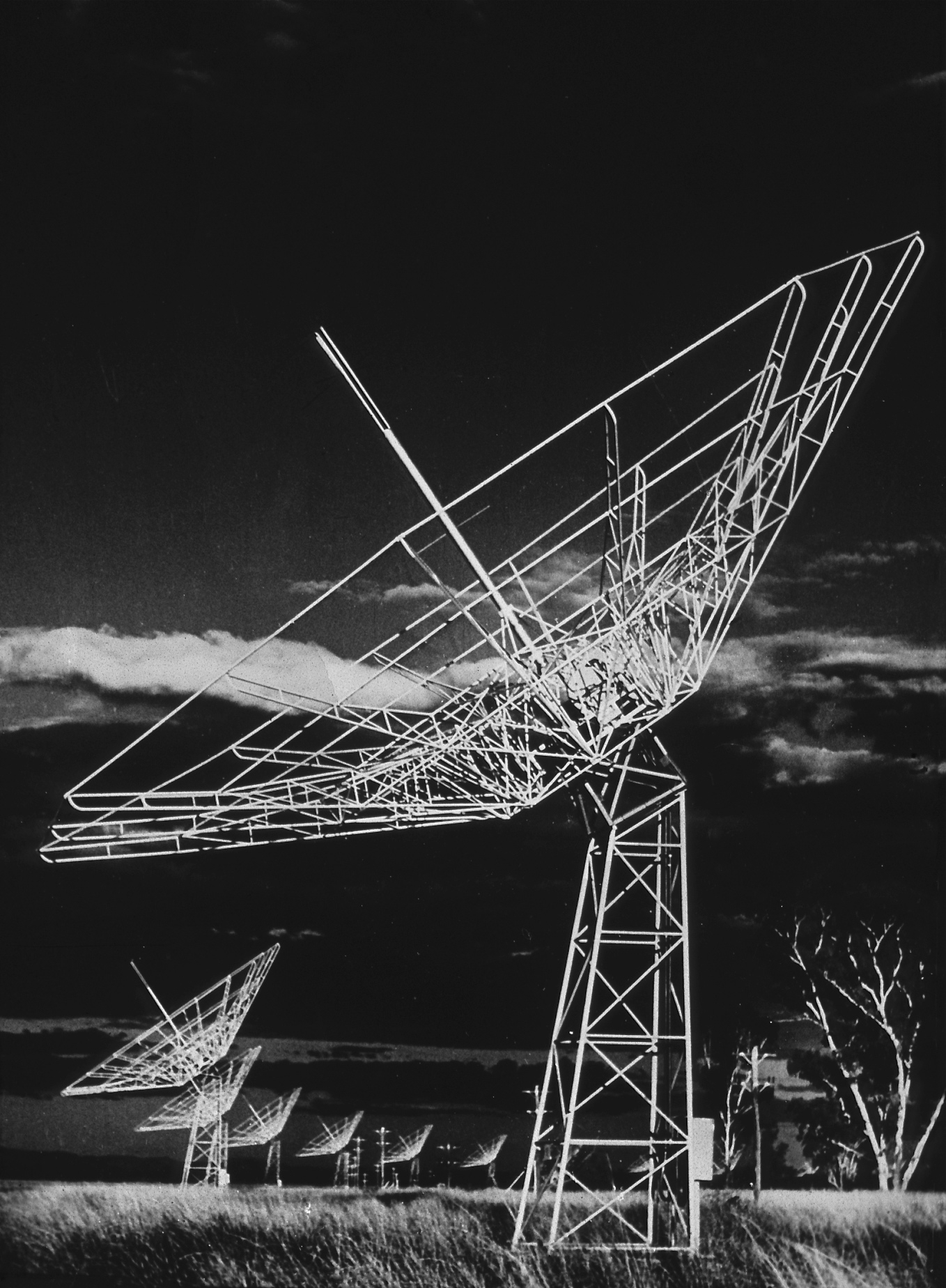
7 з 96 антен радіогліографа, бл. 1968

## У культурі
У 1993 році в обсерваторії знімався дитячий та підлітковий телевізійний пригодницький серіал «Небесні странники».

## Сусідні обсерваторії
Окрім обсерваторії Пола Вайлда, у районі Наррабрі розташовано кілька інших астрономічних установ. Інтерферометр зоряної інтенсивності Наррабрі, попередник SUSI, був розташований приблизно за 10 км на північ від Наррабрі.
На південь від Наррабрі, поблизу Бохена-Крік, з 1986 по 2000 рік працювали гамма-телескопи Даремського університету. В Бохена-Крік також раніше розташовувався Гігантський повітряний реєстратор Сіднейського університету (Sydney University's Giant Air Shower Recorder, SUGAR) — телескоп космічних променів.